# Mohamadou Alidou
Mohamadou Alidou est un universitaire camerounais. Il est directeur de l'école nationale supérieure polytechnique de Maroua depuis 2020.

## Carrière professionnelle
Avant 2020, Mohamadou Alidou occupe la fonction de doyen de la faculté des Sciences à l'Université de Maroua,. En avril 2020, il est nommé par décret présidentiel directeur de l’école nationale supérieure polytechnique de Maroua (ENSPM),.

## Travaux scientifiques et publications
- Abdoulkary, Saïdou & Mohamadou, Alidou. (2021). Soliton Like-Breather Induced by Modulational Instability in a Generalized Nonlinear Schrödinger Equation. 10.5772/intechopen.100522[5].
- Tabi, C. B., Mohamadou, A., & Kofané, T. C. (2014). Solitons in DNA and Biological Implications. Scholar's Press[6].